# 新石街道
新石街道，是中华人民共和国河北省石家庄市桥西区下辖的一个乡镇级行政单位。

## 行政区划
新石街道下辖以下地区：
南二环社区、广平社区、中苑社区、西三教社区、新石第一社区、新石第二社区和春江花月社区。